# August von Schätz
August Schätz, ab 1906 Ritter von Schätz, (* 27. Januar 1856 in Haag in Oberbayern; † 10. Juni 1911 in München) war ein deutscher Jurist und Ministerialbeamter in Bayern.

## Leben
Karl August Schätz war Sohn des Goldarbeiters in Haag Ludwig Schätz und der Josepha geb. Lueginger. Er legte 1874 die Abiturprüfung am Maximiliansgymnasium München ab, mit Eugen Albert, Theodor Henkel und Max Planck. Anschließend studierte er 1875–1878 an der Ludwig-Maximilians-Universität München Rechtswissenschaft. Noch 1875 wurde er im Corps Isaria recipiert. 1878 wurde er als Praktikant am Amtsgericht in Haag, 1880 am Landgericht Traunstein sowie am Bezirksamt und beim Magistrat in München tätig. 1881 legte er das Staatsexamen mit der Note 1 ab und wirkte anschließend als Akzessist bei der Regierung von Oberbayern; ab 1882 am Bayerischen Staatsministerium des Innern für Kirchen- und Schulangelegenheiten. 1892 wurde er zum Regierungsrat, 1898 zum Oberregierungsrat, 1902 zum Ministerialrat. Prinzregent Luitpold von Bayern verlieh ihm 1906 das Ritterkreuz des Verdienstordens der Bayerischen Krone, verbunden mit der Erhebung in den persönlichen Adel. Seit 1907 Bayerischer Staatsrat, wurde er 1908 zum Ministerialdirektor im Kultusministerium ernannt. Dort war er als Referent für das gymnasiale Schulwesen zuständig. Verheiratet war Schätz mit der Wirtstochter Maria geb. Greißl (* 1858) aus Forstinning; der Ehe entstammen vier Söhne und zwei Töchter.